# Seznam obcí v kantonu Appenzell Innerrhoden

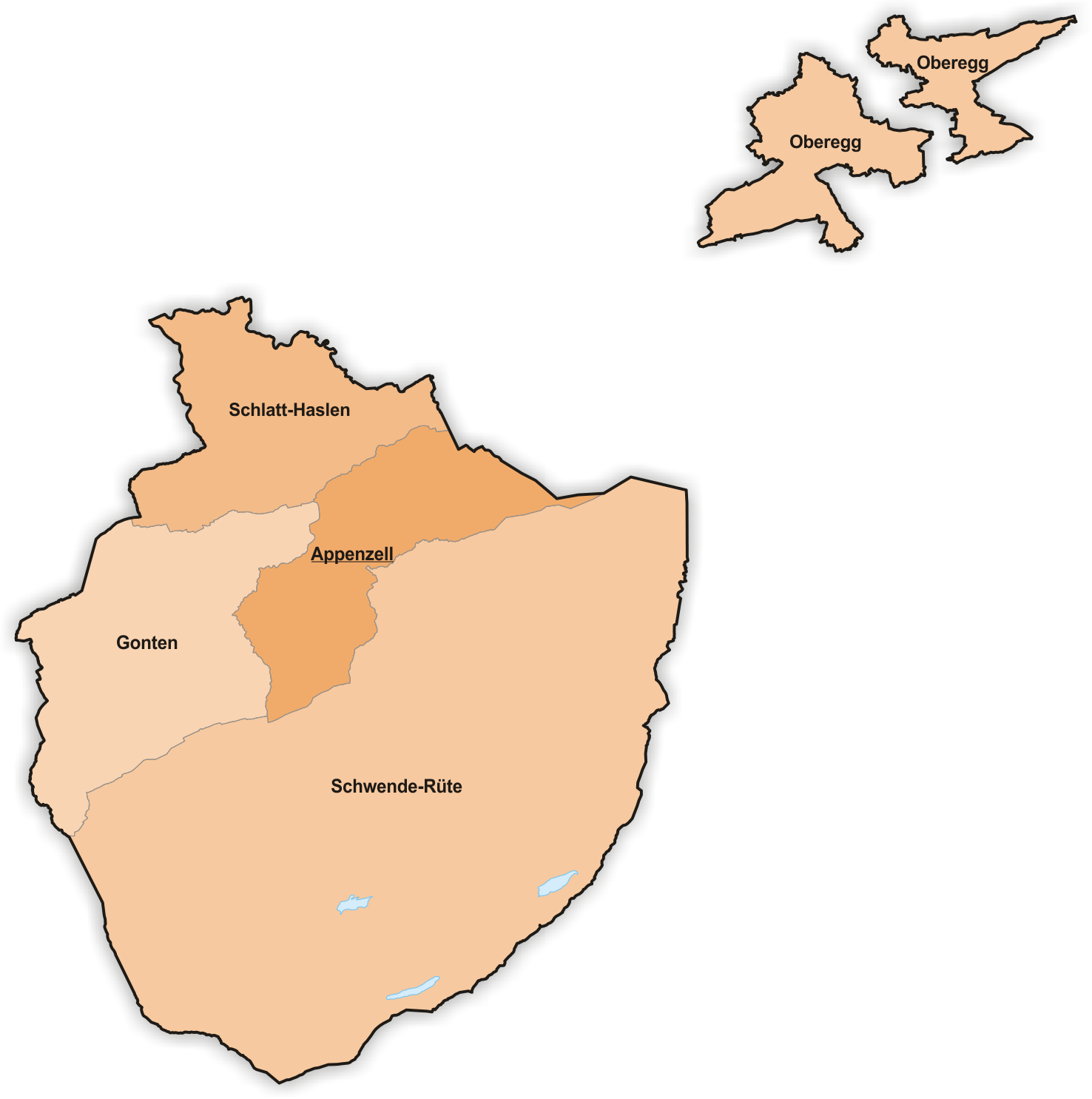
Mapa obcí (okresů) kantonu Appenzell Innerrhoden (stav 2022)

Kanton Appenzell Innerrhoden se skládá z pěti okresů (Bezirke). Hlavním městem (okresem) je Appenzell. V kantonu Appenzell Innerrhoden jsou okresy nejnižší správní jednotkou a do značné míry tak odpovídají obcím v ostatních kantonech. Z důvodu jednotné terminologie se proto na federální úrovni označují jako politické obce (politische Gemeinden). Na rozdíl od obcí ve zbytku Švýcarska však nejsou nositeli obecního občanství okresy, ale dvě části země; existuje tedy pouze jedno občanství „země“ Appenzell (vnitřní část kantonu) a „země“ Oberegg (vnější část kantonu).
Pro obec Appenzell, jejíž části se nacházejí ve dvou okresech (Appenzell a Schwende-Rüte), resp. do roku 2022 ve třech okresech, existuje také obecní požární inspekce.
| Znak           | Název obce     | Počet obyvatel (31. 12. 2020) | Rozloha (km²) | Hustota zalidnění (obyv./km²) |
| -------------- | -------------- | ----------------------------- | ------------- | ----------------------------- |
| Appenzell      | Appenzell      | 5793                          | 16,88         | 343                           |
| Gonten         | Gonten         | 1442                          | 24,73         | 58                            |
| Oberegg        | Oberegg        | 1926                          | 14,61         | 132                           |
| Schlatt-Haslen | Schlatt-Haslen | 1126                          | 17,93         | 63                            |
| Schwende-Rüte  | Schwende-Rüte  | 6006                          | 98,33         | 61                            |
| Celkem (5)     | Celkem (5)     | 16 360                        | 172,48        | 95                            |